# Mednarodno letališče Hartsfield–Jackson Atlanta
Hartsfield–Jackson Atlanta International Airport (IATA: ATL, ICAO: KATL, FAA LID: ATL), znano tudi kot Atlanta Airport, Hartsfield ali Hartsfield–Jackson, je veliko mednarodno letališče, ki se nahaja v poslovnem delu mesta Atlanta v ameriški zvezni državi Georgia. Velja za najprometnejše letališče na svetu po številu potnikov (104 milijonov) in drugo po številu premikov letal (880 tisoč). Leta 2008 so dosegli rekordnih 994 346 premikov letal. 
Letališče ima 5 vzporednih stez, kar omogoča vzletanje in pristajanje več letal hkrati. 
Hartsfield–Jackson Atlanta je glavno letališče družbe Delta Airlines, ki na dan izvede okrog 1000 letov s tega letališča. 